# Танцы после порева
«Та́нцы по́сле по́рева» — восьмой студийный (десятый оригинальный) студийный альбом российской рок-группы «Сектор Газа», записанный и выпущенный в 1994 году под лейблом «Black Box».

## Список композиций
| №                   | Название              | Длительность |
| ------------------- | --------------------- | ------------ |
| 1.                  | «Танцы после порева»  | 3:40         |
| 2.                  | «Не даёт»             | 2:59         |
| 3.                  | «Метаморфоза»         | 2:37         |
| 4.                  | «Вдова»               | 2:58         |
| 5.                  | «Проститутка»         | 2:22         |
| 6.                  | «Комары»              | 3:57         |
| 7.                  | «Незнакомые места»    | 3:57         |
| 8.                  | «Казачья»             | 2:47         |
| 9.                  | «Сельский кайф»       | 2:49         |
| 10.                 | «Из чего же»          | 2:30         |
| 11.                 | «Богатые тоже плачут» | 2:10         |
| 12.                 | «Укус вампира»        | 4:50         |
| 13.                 | «Злая ночь»           | 3:35         |
| Общая длительность: | Общая длительность:   | 41:11        |

| №   | Название        | Длительность |
| --- | --------------- | ------------ |
| 14. | «Вдова» (remix) | 5:32         |

## Факты
- В отличие от предыдущих альбомов, где участие в записи принимали гитаристы, клавишники и ударники, «Танцы после порева» Клинских записал практически сам, использовав синтезатор Roland D-110, звуковой модуль E-mu Proteus 1 и драм-машину Alesis HR-16B. Лишь партии соло-гитары были сыграны Игорем Жирновым.
- В песне «Незнакомые места» использовалась мелодия песни группы «2 Unlimited» — «No Limit» в рок-обработке. Первые строки куплетов являются прямой цитатой из старой «блатной» песни «Помню, помню, помню я...»:

Помню, помню, помню я, 
 Как мать меня любила. 
 И не раз, и не два она мне говорила: 
 "Не ходи на тот конец…"
- Песня «Из чего же» является стёб-переделкой  детской песни  «Из чего же, из чего же…» (музыка Ю. Чичкова на слова Я. Халецкого).
- Песня «Комары» отсылает к песне «Кап-кап-кап» («Маруся») из кинокомедии «Иван Васильевич меняет профессию».
- Первые строки песни «Вдова» отсылают к песне «Наш сосед» Б. Потёмкина, исполняемой Эдитой Пьехой.
- Песня «Проститутка» — стёб-переделка песни «Чебурашка» В. Шаинского на стихи Э. Успенского.
- Последние ноты песни «Не даёт» отсылают к песне «Коробейники», а последние строки отсылают к этой же песне – «Подставляй свои губы алые...».
- Текст песни «Метаморфоза» отсылает к фольклорным сюжетам шуточной песни «Seven Drunken Nights», где неверная жена обманывает мужа.[1]
- Из-за того, что Юрий (Хой) Клинских не контролировал типографский процесс, на буклетах кассет, пластинок и дисков, изданных «Gala Records», из года в год печаталась недостоверная информация: неверный состав группы, публиковались фотографии не соответствующие хронологии, кое-где перепутаны даты и имена. Так что данный альбом не обошёлся без подобных ляпов.

## Участники записи
- Юрий Клинских — вокал, гитара, клавишные
- Игорь Жирнов — лидер-гитара

## Кавер-версии песен
- Песня «Сельский кайф» была перезаписана группой «Бахыт Компот» для трибьюта 2005 года группе «Сектор Газа». Также была исполнена в 2012 году группой «Бригадный подряд» в  трибьют-концерте в честь 25-летия группы «Сектор Газа»[2].
- Песня «Богатые тоже плачут» была перезаписана группой «Kedbl», для трибьюта 2005 года группе «Сектор Газа».
- Песня «Казачья» была перезаписана метал-группой «Изморозь», которая вошла в их номерной альбом «Зигомёд» (2012).[3]
- Песня «Укус вампира» была перезаписана группой «Чёрный Вторник» для трибьюта 2020 года группе «Сектор Газа».
- Песня «Казачья» была перезаписана группой «Монгол Шуудан» для трибьюта 2020 года группе «Сектор Газа».